# Gare de Moyenmoutier
La gare de Moyenmoutier était une gare ferroviaire française de la ligne d'Étival à Senones, située dans le centre-ville de Moyenmoutier, dans le département des Vosges en Lorraine.

## Situation ferroviaire
Établie à 315 mètres d'altitude, la gare de Moyenmoutier était située au point kilométrique (PK) ... de la ligne d'Étival à Senones (désaffectée), entre les gares d'Étival-Clairefontaine, s'intercalait les haltes du Rabodeau et de La Roseraie, et de Senones, s'intercalait les haltes des Voitines et de La Poterosse.
Elle a été démolie vers 2005, pour laisser place à un parking et à un restaurant scolaire.

## Histoire
- Jusqu'en 1982, une ligne de chemin de fer permettait de relier la gare d'Étival-Clairefontaine à Senones via Moyenmoutier. Temps de parcours en juillet 1930 : Étival-Clairefontaine : 7 min, Senones : 11 min.

## Service des voyageurs
Gare fermée et détruite.